# سوپوئترا
سوپوئترا (به اسپانیایی: Sopuerta) یک دهستان در اسپانیا است که در Enkarterri واقع شده‌است. سوپوئترا ۴۲٫۸ کیلومتر مربع مساحت و ۲٬۵۶۳ نفر جمعیت دارد و ۸۶ متر بالاتر از سطح دریا واقع شده‌است.